# Лати (язык)
Лати (кит. 拉基, вьет. La Chí) — язык кадайской группы.

## Географическое распределение
Локальные группы лати:
| Группа             | Самоназвание            | Численность            | Расселение |
| ------------------ | ----------------------- | ---------------------- | ---------- |
| Сумчатые лати      | li13 pu33 te35          | 37 хозяйств, 193 чел.  | Китай      |
| Ханьские лати      | li13 pu33 tɕio33        | 170 хозяйств, 852 чел. | Китай      |
| Красные лати       | li13 pu33 ku55          | 27 хозяйств, 157 чел.  | Китай      |
| Цветные лати       | li13 pu33 liõ33 tɕo55   | 72 хозяйства, 432 чел. | Китай      |
| Цветные лати       | нет данных              | нет данных             | Вьетнам    |
| Черные лати        | li13 pu33 tiõ33         | 550 хозяйств           | Вьетнам    |
| Длинноволосые лати | li13 pu33 pi55          | 900 хозяйств           | Вьетнам    |
| Белые лати         | li13 pu33 pɛ55 (~ põ55) | 300 хозяйств           | Вьетнам    |

Расселение лати в провинции Хазянг (Вьетнам, 1979):
| Уезд      | Деревня  | Группа и самоназвание                                  | Численность                                |
| --------- | -------- | ------------------------------------------------------ | ------------------------------------------ |
| Хоангшуфи | Банфунг  | ипи, вьетн. Ỳ Pí                                       | 300 семей, ок. 2,5 тыс. чел.               |
| Хоангшуфи | Банпанг  | длинноволосые лати: ипоонг, вьетн. Ỳ Poong             | 200 семей, ок. 1,3 тыс. чел.               |
| Хоангшуфи | Банмай   | белые лати: имиа, вьетн. Ỳ Mía                         | 140 семей, ок. 1 тыс. чел.                 |
| Хоангшуфи | Тьика    | нет данных                                             | 20 семей, ок. 100 чел.                     |
| Баккуанг  | Суанзянг | нет данных                                             | 20 семей (1979), переехали из дер. Банфунг |
| Синман    | Банзиу   | черные лати: ито, вьетн. черные лати: ито, вьетн. Ỳ Tó | 16 семей, ок. 200 чел.                     |